# Казакин
Казаки́н (от фр. casaquin через нем. Kazaquin) — название различных видов одежды.

## История
В XVIII веке казакином во Франции называлась распашная женская кофта с широкой баской, относившаяся к неглиже (домашней одежде; в некоторых уточнениях говорится, что это короткая европейская одежда XVIII—XIX веков с широкой спинкой).
В XIX веке казакин — приталенный жакет для прогулок и нанесения визитов или же пальто с широкими рукавами и воланами у подола.
В моде украинской козацкой шляхты в XVIII веке, a c начала XIX века на некоторых территориях Российской империи казакин — верхняя распашная одежда, вид короткого кафтана с широкой баской, невысоким стоячим прямым воротником и мелкими сборками у талии (сзади), застёгиваемый на крючки . Плотно облегал верхнюю часть корпуса. Шился из сукна, воротник и рукава обшивали тесьмой, галуном или позументом. Мог быть как мужской, так и женской одеждой, мог быть как тёплым, так и холодным.
В качестве формы одежды в России, имперского периода, казакин носили городские полицейские нижние чины — будочники.
Словом «казакин» могли называть карако и народную женскую одежду, сшитую в талию и напоминавшую полукафтан.
- Ж. Б. Шарден «Молитва перед обедом» (женщина в казакине), Франция, первая половина XVIII века.
- Д. Давыдов в казакине и ермолке.